# Cavellia subinfecta
Cavellia subinfecta är en snäckart som först beskrevs av Suter 1899.  Cavellia subinfecta ingår i släktet Cavellia och familjen Charopidae. Inga underarter finns listade i Catalogue of Life.